# 60 mp3
60 mp3 es el vigésimo primer álbum del cantante español Miguel Ríos, editado por Rock & Ríos en 2004.
El disco fue producido por el músico galés radicado en España John Parsons, quien formara parte de la banda de apoyo de Ríos, y fue grabado en el estudio casero del cantante, sito en Granada, en tiempos en que Miguel volvió a radicarse en su ciudad natal.
El título de este trabajo coincide con los 60 años de edad de Ríos, cumplidos en junio de 2004, mientras que Parsons también colaboró en la composición de algunas canciones del disco, que contó como invitados al poeta -y también granadino- Luis García Montero y al guitarrista sevillano Raimundo Amador en la canción "BB, qué bebes?", dedicada al legendario bluesman estadounidense B.B. King.
En el CD, de 11 canciones, se incluyó un vídeo para ordenador de 8 minutos: "Así lo hicimos".

## Lista de canciones
1. No mires hacia atrás - 4:05
2. 60 razones - 4:50
3. BB, qué bebes? - 3:34
4. Mi vida y mi cruz - 4:21
5. Los reyes del mambo - 4:05
6. El blues de la insatisfacción - 4:20
7. Sin ti (vuelven los fantasmas) - 4:45
8. Estos labios - 3:50
9. Cosas que debo a Madrid - 4:21
10. El arte de vivir - 4:41
11. Oración - 3:22

- Así lo hicimos (vídeo)